# 乗車券往復割引きっぷ
乗車券往復割引きっぷ（じょうしゃけんおうふくわりびききっぷ）は、北海道旅客鉄道（JR北海道）で発売している特別企画乗車券である。

## 概要
北海道新幹線開業に伴うおトクなきっぷの見直しにより設定された。2016年3月26日より利用開始している。主要都市間の駅を結ぶ往復きっぷで、有効期間は6日間。
自由席往復割引きっぷ（Sきっぷ）などで設定されていた区間を基本として乗車券のみの販売としている。普通列車自由席に乗車できるきっぷで、特急列車に乗車する場合は別途特急券を購入する必要がある。

## 設定区間
2016年3月26日利用開始時点
- 札幌 - 苫小牧
- 札幌 - 白老
- 札幌 - 登別～幌別
- 札幌 - 東室蘭～室蘭
- 札幌 - 伊達紋別
- 札幌 - 洞爺
- 札幌市内 - 長万部
- 札幌市内 - 八雲
- 札幌市内 - 新函館北斗～函館
- 新千歳空港 - 登別～幌別
- 新千歳空港 - 東室蘭～室蘭
- 新千歳空港 - 伊達紋別
- 新千歳空港 - 洞爺
- 苫小牧 - 東室蘭～室蘭
- 苫小牧 - 新函館北斗～函館
- 東室蘭～室蘭 - 新函館北斗～函館
- 長万部 - 新函館北斗～函館
- 八雲 - 新函館北斗～函館
- 札幌市内 - 根室
- 札幌市内 - 釧路
- 札幌市内 - 池田
- 札幌市内 - 帯広
- 札幌 - 十勝清水
- 札幌 - 新得

### オプション特急券
特定の特急列車に対して、乗車券往復割引きっぷのオプションとしておトクな特急券が設定されている。有効期間は1日の片道きっぷ。北斗オプション特急券は販売駅が限定される。
- すずらんオプション特急券（特急すずらん）
  - 札幌 - 苫小牧
  - 札幌 - 白老
  - 札幌 - 登別・幌別
  - 札幌 - 東室蘭
- 北斗オプション特急券（特急スーパー北斗、特急北斗）
  - 札幌 - 伊達紋別（伊達紋別駅のみで販売）
  - 札幌 - 洞爺（洞爺駅のみで販売）
  - 札幌 - 長万部（長万部駅のみで販売）
  - 長万部 - 函館（長万部駅のみで販売）

## 発売箇所
- JR北海道の主な駅のみどりの窓口
- JR北海道の旅行センター
- 主な旅行会社